# Giulio Bonasone
Giulio Bonasone (fl. XVI secolo) è stato un pittore e incisore italiano, attivo a Bologna e a Roma dal 1531 al 1574.

## Biografia

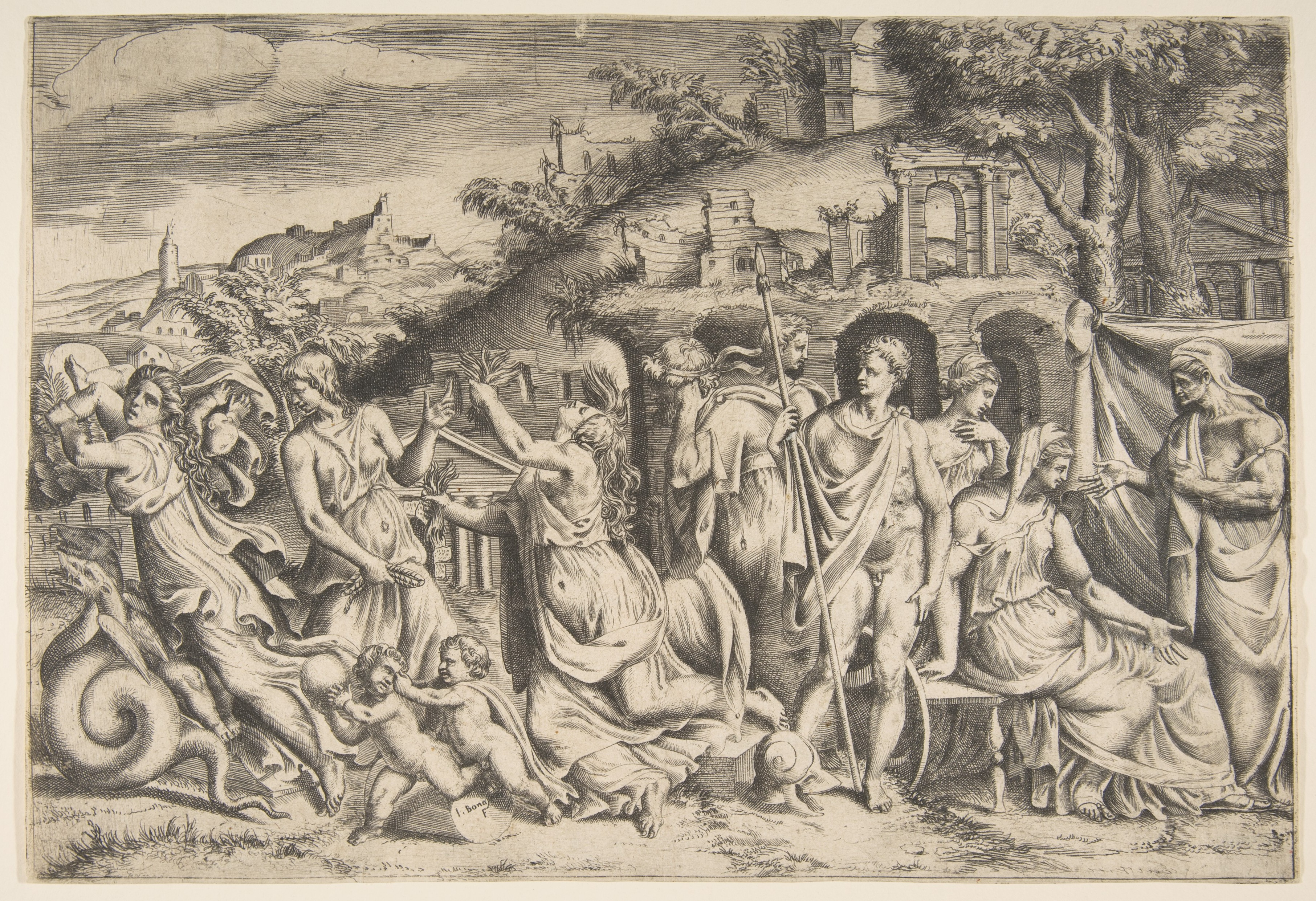
Giasone e Medea, incisione presso il Metropolitan Museum of Art, New York

Iniziato alla pittura da Lorenzo Sabatini, come nel Purgatorio della Chiesa di Santo Stefano a Bologna, opera citata dal Lanzi, fu soprattutto pittore ed incisore dotato di grande fantasia compositiva, ma di tecnica mediocre.
Formatosi sull'esempio di Marcantonio Raimondi, unendo bulino e acquaforte riuscì a riscattare la mollezza delle sue figure, ispirate al Parmigianino nella bizzarria delle invenzioni, soltanto nelle sue composizioni originali, spesso di soggetto mitologico, come in Alessandro e Rossane e Storia di Giunone.
Gran parte delle sue incisioni (ben 354 secondo Bartsch) sono riproduzioni più o meno fedeli di opere di Michelangelo, Raffaello, Parmigianino e Giulio Romano.